# Гайосо де Лемос, Мануэль
Дон Мануэль Луис Гайосо де Лемос-и-Аморин (исп. Manuel Luis Gayoso de Lemos Amorín y Magallanes; 30 мая 1747 — 18 июля 1799) — испанский военный и государственный деятель, губернатор Испанской Луизианы (1797—1799).

## Биография

### Ранние годы и военная карьера
Он родился в Порту, Португалия, 30 мая 1747 года в семье испанского консула Мануэля Луиса Гайосо де Лемос-и-Сармьенто и Терезы Анжелики де Аморин-и-Магалланес. Он получил образование в Лондоне, где жили его родители.
В возрасте 23 лет Мануэль Гайосо де Лемос присоединился к Испанскому Лиссабонскому полку в качестве кадета (1771), а в следующем году он был назначен прапорщиком (младшим лейтенантом). Лиссабонский полк был переведен из Гаваны в Новый Орлеан после того, как Испания взяла под свой контроль Луизиану под командованием фельдмаршала Алехандро О’Рейли в 1769 году. На протяжении всей своей жизни Гайосо де Лемос сохранял свое воинское звание, и на момент смерти он был бригадным генералом.
3 ноября 1787 года Гайосо де Лемос принял военное и гражданское командование фортом и недавно организованным районом Натчез, будучи назначенным губернатором округа генерал-губернатором Эстебаном Родригесом Миро после поражения британцев в Западной Флориде. По прибытии Гайосо де Лемос учредил неофициальный кабильдо (совет) плантаторов-землевладельцев, который был официально оформлен в 1792 году. Большинство членов совета были неиспанского происхождения, выходцами из поселений долины реки Огайо (особенно Кентукки). Гайосо де Лемос продолжал поощрять американское поселение на испанской земле, особенно католиков, особенно ирландцев и шотландцев, так и теми, кто привёз значительное имущество. Он перенес административную часть города Натчез с набережной на обрыв. Одним из самых тревожных аспектов во время его гражданской администрации была путаница в правах собственности на землю с рядом непоследовательных земельных участков. Преемник Родригеса Миро, генерал-губернатор Франсиско Луис Эктор де Каронделет, не смог решить эту проблему.
Находясь в Натчезе, Гайосо де Лемос использовал жадность ряда американцев, особенно генерала Джеймса Уилкинсона и Филипа Нолана, чтобы ограничить рост Соединенных Штатов. Также с этой целью Гайосо де Лемос вступил в союзы с местными индейскими племенами и подписал с ними официальные договоры, в первую очередь Ногалесский договор 1793 года, устанавливающий наступательные и оборонительные союзы с народами чикасо, маскоги, талапуче, алабама, чероки и чокто . Под его руководством испанцы укрепились на реке Миссисипи в форте Ногалес (позже Уолнат-Хиллз, затем Виксберг) и Чикасо-Блаффс (позже Мемфис). Он сыграл важную роль в получении от Уилкинсона информации о предполагаемом нападении США на Новый Орлеан в 1793 году генералом Джорджем Роджерсом Кларком.
Однако по условиям договора Пинкни 1796 года Испания согласилась передать округ Натчез Соединенным Штатам. Гайосо де Лемос наблюдал за постепенным уходом испанцев с восточной стороны средней реки Миссисипи. В марте 1797 года форт Ногалес был выведен из эксплуатации, а войска и склады были перемещены в Сент-Луис. Окончательная эвакуация района не происходила до 1798 года, когда США создали территорию Миссисипи.

### Губернатор Луизианы
Гайосо де Лемос сменил Каронделе на посту генерал-губернатора Луизианы 5 августа 1797 года. Его первым действием было издать Bando de Buen Gobierno (Редактирование хорошего правительства) и разослать комендантам всех должностей список инструкций, касающихся земельных грантов.
В качестве губернатора Гайосо де Лемос укрепил военную мощь Испании в Новом Орлеане, все еще опасаясь возможного удара Великобритании на юг и желая сохранить Испанскую Луизиану в качестве буфера между США и испанским Техасом. Он был прагматичен и продолжал неофициальную политику, разрешая американцам привозить с собой своих рабов с севера, хотя ввоз новых рабов был запрещен Испанией с 1792 года. Однако он был догматичен в других областях управления; в 1798 году он издал всеобъемлющий указ о католицизме в качестве государственной религии колонии. Помимо увеличения формального членства в церкви, это вынуждало людей отказаться от излишней работы по воскресеньям и в праздничные дни. В указе Гайосо де Лемос осудил любого, кто бросил вызов богословию или социальной значимости церкви. В 1798 году он также учредил государственный сбор мусора (новаторская идея в то время), чтобы предотвратить распространение болезней и неприятных запахов в городе.
Гайосо де Лемос скончался в Новом Орлеане от желтой лихорадки 18 июля 1799 года, и его останки были захоронены в соборе Святого Людовика. Полковник Франсиско Булиньи стал исполняющим обязанности военного губернатора, а Николас Мария Видаль — исполняющим обязанности гражданского губернатора. Gayoso Bayou, частично перекрытый ручей в Мемфисе, штат Теннесси, назван в честь Мануэля Гайосо.

### Личная жизнь
Гайосо де Лемос трижды был женат. Его первый брак был с Терезой Маргаритой Хопман-и-Перейра из Лиссабона, от которой у него было двое детей. В 1792 году он женился на Элизабет Уоттс из Филадельфии и Луизианы; она умерла через три месяца. Затем он женился на сестре Элизабет, Маргарет Сирилле Уоттс, от которой у него родился сын.